# 中山路17号近代建筑
36°03′51.5″N 120°18′51″E / 36.064306°N 120.31417°E
中山路17号近代建筑，又称弗里德里希大街商业综合楼、斐迭里街公寓旧址，位于中华人民共和国山东省青岛市市南区中山路17号（湖南路44-46号），约建于1904年，现为山东省文物保护单位青岛中山路近代建筑的一部分。

## 历史

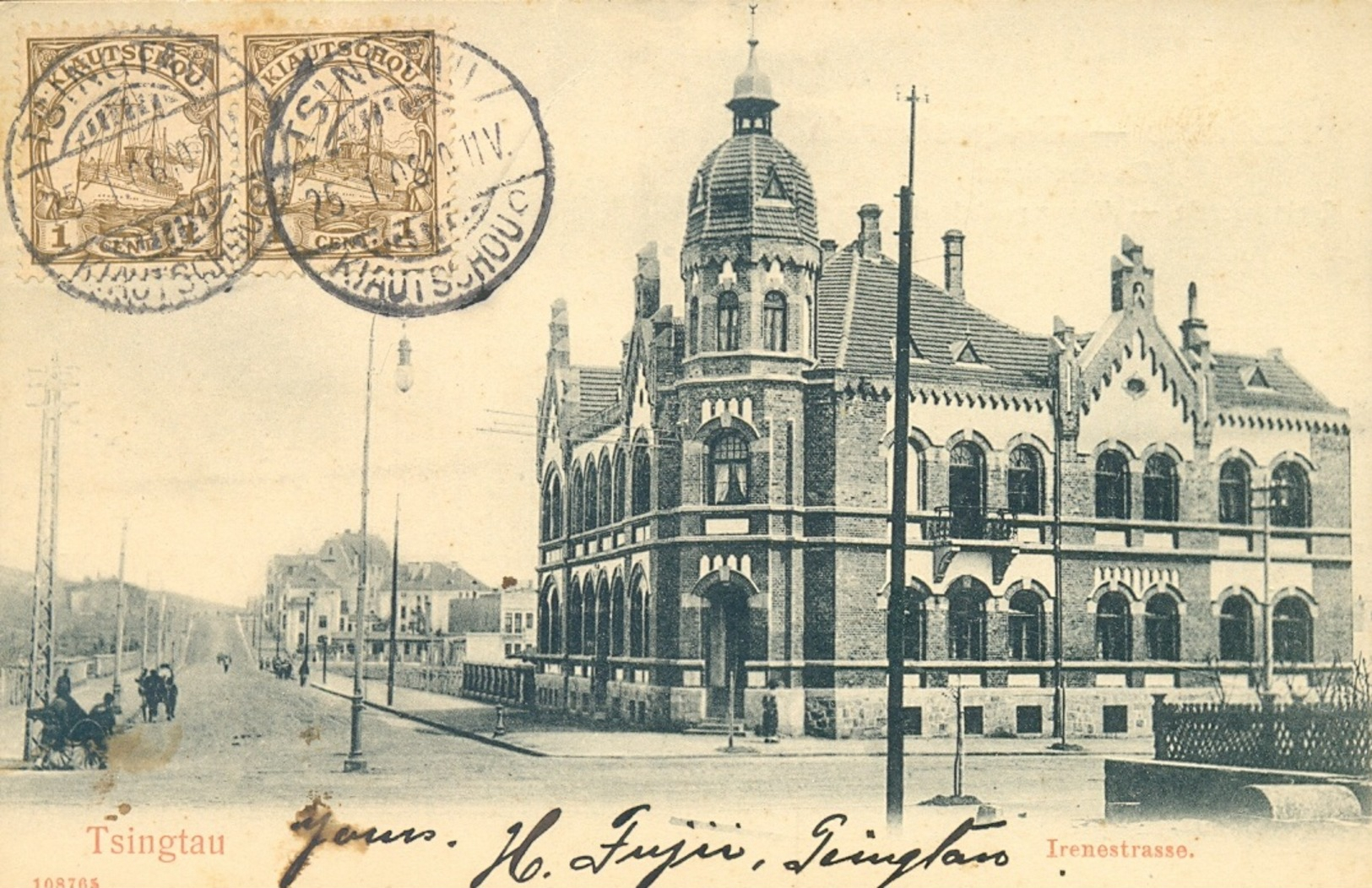
德占时期明信片中的中山路17号

由于资料匮乏，中山路17号建筑最初的业主至今不详。该建筑曾被误认为“胶州旅馆旧址”。
中山路17号所在地块原属于汉斯·冯·考斯洛夫斯基（Hans von Koslowski）与奥托·林克（Otto Linke）开办的葛罗基洋行（Koslowski, H. von & Linke），但该公司在该楼建造之前即已不存在。中山路17号建筑本身建于约1904年，1906年出版的《青岛及近郊导游》（Führer durch Tsingtau und Umgebung）将其称为“贝伦斯的房子”，而实际上进出口商保罗·贝伦斯（Paul Behrens）仅仅在此租用了一个房间。同年，《青岛新报》编辑部也在此租用了一个房间。一年后，贝伦斯离开青岛，其开办的相宜洋行也随之注销。1913年地籍图显示该楼已属于伊尔蒂斯泉矿泉水厂（青岛汽水厂、崂山矿泉水公司前身）的前合伙人卡尔·维尔德（Carl Wilde），直至1914年日军占领青岛。
1935年3月，留美归国牙医薛成九在此开办环球齿科医院，一度生意红火，工作人员最多时有20人。1940年，青岛民船公会会长酆洗元等赠送该医院“齿颊之福”匾额一方。1947年，薛成九之子薛敬修任院长。1958年，该医院改为公私合营。薛敬修及其后人后来仍住在该楼。该楼现仍为商住建筑。2000年，该建筑列入第一批青岛市历史优秀建筑名单。2006年12月7日，该建筑成为山东省文物保护单位青岛中山路近代建筑的一部分（公布名称为“德式建筑”，文保标志牌名称为“中山路17号”）。至2000年代，该楼已严重失修，2007年有住户反映该楼屋顶及墙体漏雨，木制构件朽烂严重。2022年，市政府组织对该楼进行外立面整治。

## 建筑特色
中山路17号建筑面积1784.85平方米，平面不规则，砖石木结构，地上2层附设阁楼，地下1层。花岗岩粗石墙基，清水红砖勾缝墙体，木构架红瓦屋顶，屋顶开阁楼窗。临街西北角建有三层高的六角塔楼，上覆穹顶（现存为2000年代重建）。两翼檐口为锯齿纹装饰，起红砖嵌边山花，北侧两座，西侧一座。临街一、二层窗户全部为红砖套边的券形窗。墙面有部分黄色粉面。楼内为木地板、木楼梯。